# Eierfressen
Als Eierfressen bezeichnet man eine Verhaltensstörung beim Haushuhn, bei der die Tiere frisch gelegte Eier ganz oder teilweise verzehren. Sie kommt vor allem in Bodenhaltung vor. Ursachen sind vor allem das verspätete Umstallen von der Junghennenaufzucht in die Bodenhaltung, die Verfütterung von Eiresten, Nester mit zu geringer Abrollneigung oder andere technologische oder konstruktive Mängel. In Kleinhaltung kann auch das vermehrte Auftreten von Brucheiern zum Eierfressen führen. Die Tiere beginnen aus Neugier an den Eiern zu picken, was schnell zu einer Gewohnheitshandlung wird, andere Tiere können zur Nachahmung animiert werden, so dass es zu erheblichen Verlusten kommen kann.
Zur Verhinderung müssen die potentiellen Ursachen beseitigt werden. In Einzelhaltungen hilft das schnelle Einsammeln der Eier und deren Ersatz durch Eiimitate. Manchmal müssen Tiere mit dieser Verhaltensstörung aussortiert und geschlachtet werden.